# Lubomír Malý
Lubomír Malý (6. března 1938 Praha – 29. září 2022 Praha) byl český violista a hudební pedagog.

## Život
V mládí začínal jako houslista, teprve později studoval hru na violu. V roce 1958 zakončil studium u Václava Zahradníka (1953–1958) na Pražské konzervatoři a navázal čtyřletým studiem u violisty Ladislava Černého na hudební fakultě pražské AMU; absolvoval v roce 1962.
Už během studií koncertoval i zahraničí (Německo, NDR, Bulharsko, Finsko, Řecko, Francie, Španělsko) a roku 1962 získal – společně s českým houslistou Petrem Messiereurem – první cenu a titul laureáta v oboru hry na housle a violu na mezinárodní soutěži při VIII. světovém festivalu mládeže a studentstva v Helsinkách. Jeho výkon pochválil jako nejlepší v celé hudební soutěži Mstislav Rostropovič. V roce 1963 se stal koncertním mistrem Symfonického orchestru Československého rozhlasu v Praze. V letech 1967–1979 působil jako pedagog na Pražské konzervatoři a v roce 1978 nastoupil jako profesor na Hudební fakultě AMU.
Lubomír Malý pravidelně vystupoval na mezinárodním hudebním festivalu Pražské jaro, byl členem Kvarteta města Prahy, dále působil jako sólista Symfonického orchestru hlavního města Prahy FOK. Kromě toho vystupoval s řadou renomovaných orchestrů (Česká filharmonie, Vídeňští filharmonikové, Gewandhausorchester ad.).
Na svém kontě měl zhruba 38 dlouhohrajících LP či CD disk desek zejména u vydavatelských firem Supraphon, Panton, EMI, Multisonic.